# 彼爾姆省

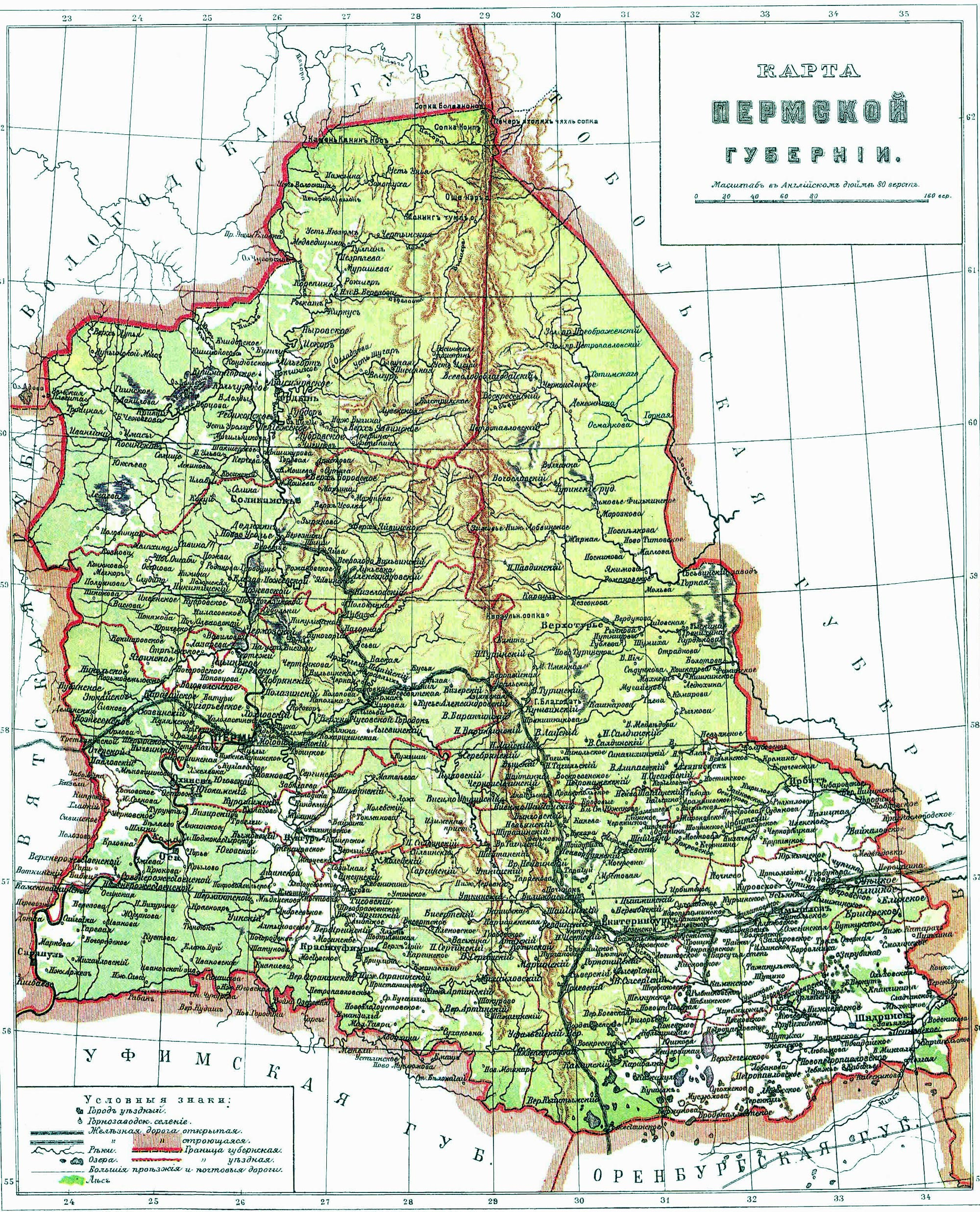
彼爾姆省地圖

彼爾姆省（俄语：Пермская губерния）是俄羅斯帝國的一個省，首府彼爾姆。下分十二縣，分佈於烏拉爾山脈中段東西麓。
該省成立於1781年，1923年11月3日與周圍省份合併為烏拉爾州。